# Villmergen
Villmergen (schweizertyska: Villmärge) är en ort och kommun i distriktet Bremgarten i kantonen Aargau, Schweiz. Kommunen har 8 132 invånare (2023).
I kommunen finns även orten Hilfikon som tidigare var en självständig kommun. Den inkorporerades in i Villmergen den 1 januari 2010.